# Abraham Zvi Idelsohn
Abraham Zvi Idelsohn (hébreu : אַבְרָהָם צְבִי אידלסון) est un ethnologue, compositeur et musicologue juif du XXe siècle, né à Jūrkalne le 14 juillet 1882, et mort à Johannesburg le 14 août 1938. Auteur de plusieurs études sur la musique juive dans le monde, il a également composé de nombreux chants du folklore juif dont probablement Hava Nagila.

## Éléments biographiques

### Le temps des études
Abraham Zvi Idelsohn naît à Jūrkalne, à l’époque Feliksberg, en Lettonie alors sous domination de l’empire russe mais passe la majeure partie de son enfance à Libau où son père Azriel exerce comme abatteur rituel et dirige la prière dans la synagogue locale. Destiné par sa famille au métier de hazzan (équivalent juif du chantre) dès son enfance , il émigre en Allemagne, apprenant la musicologie à Berlin et Leipzig. Il officie comme hazzan dans cette ville puis à Johannesburg avant d’émigrer à Jérusalem en 1905. 

### Le temps des recherches
À Jérusalem, Idelsohn poursuit ses activités liturgiques et académiques. Parcourant les nombreuses petites synagogues qui accueillent chacune une communauté différente, il rassemble dès 1909 les musiques des communautés juives d’Europe, d’Afrique du Nord et d’Asie pour le compte de l’Académie royale des sciences à Vienne et inaugure un an plus tard l’Institut de musique juive.

## Œuvre

### Thesaurus of Hebrew Oriental Melodies
Issu des premières recherches d’Idelsohn, ce thésaurus, paru en dix volumes entre 1914 et 1932, permet à son auteur d’effectuer la première étude comparative de cantillation des textes hébraïques, démontrant une parenté commune à l’ensemble des chants juifs quel que soit le degré de dispersion géographique des communautés qui les chantent, ainsi qu’avec les premiers chants chrétiens.
- En réédition : Jewish music : its historical development  (1929) with a new introd. by Arbie Orenstein, 576 pages,  Dover Publ., New York, revised edition, 2011